# Amphidelus bryophilus
Amphidelus bryophilus is een rondwormensoort uit de familie van de Alaimidae. De wetenschappelijke naam van de soort is voor het eerst geldig gepubliceerd in 1952 door Andrássy.